# Бондарня (село)
Бондарня (укр. Бондарня) — село, входит в Бородянский район Киевской области Украины.
Население по переписи 2001 года составляло 54 человека. Почтовый индекс — 07800. Телефонный код — 04477. Занимает площадь 0,33 км². Код КОАТУУ — 3221082002.

## Местный совет
07823, Киевская обл., Бородянский р-н, с. Загальцы, ул. Октябрьская, 136б; тел. 35-2-21.